# Antigonon
Antigonon (Antigonon Endl.) – rodzaj roślin z rodziny rdestowatych (Polygonaceae). Obejmuje cztery gatunki. Występują one naturalnie w Ameryce Centralnej od Meksyku po Panamę. 
Antigonon cienkoogonkowy jest rozpowszechniony jako roślina ozdobna i rośnie zdziczały na wszystkich kontynentach w strefie międzyzwrotnikowej. Bulwiaste korzenie, młode liście i kwiaty tego gatunku są jadalne.

## Morfologia
PokrójByliny o pnących pędach (pnącza). Korzenie są bulwiaste. Wąsy czepne rozwijają się w kątach pędów i na ich szczytach oraz na wierzchołkach kwiatostanów.
LiścieUlistnienie jest naprzemianległe, ogonkowe (ogonki obłe lub oskrzydlone). Blaszka liściowa jest pojedyncza, całobrzega, sercowata lub trójkątna. Gatki błoniaste, zazwyczaj nietrwałe, drobne.
KwiatyPromieniste, obupłciowe, zebrane w pęczki przypominające grona, rozwijające się w kątach liści i na szczytach pędów. Listków okwiatu jest 5, są zrośnięte u podstawy, przypominają płatki, tworzą okwiat o dzwonkowatym kształcie, rosnący także po przekwitnięciu. Trzy zewnętrzne listki są szersze od dwóch wewnętrznych. Listki te są białe, zielone lub czerwone. Mają 8 pręcików zrośniętych do połowy, tworząc rurkę przyrośniętą do okwiatu. Zalążnia jest górna, jednokomorowa, trójkanciasta, z trzema szyjkami zakończonymi tarczowatymi znamionami.
OwoceTrójkanciaste, brązowe i lśniące orzeszki zamknięte w powiększonym okwiecie.

## Systematyka
Pozycja systematyczna według Angiosperm Phylogeny Website (aktualizowany system APG IV z 2016)
Rodzaj z podrodziny Polygonoideae, rodziny rdestowatych (Polygonaceae), rzędu goździkowców (Caryophyllales) w obrębie dwuliściennych właściwych.
Wykaz gatunków
- Antigonon cinerascens M.Martens & Galeotti
- Antigonon flavescens S.Watson
- Antigonon guatimalense Meisn.
- Antigonon leptopus Hook. & Arn. –  antigonon cienkoogonkowy